# Chris Kamara's Street Soccer
Chris Kamara's Street Soccer é um Jogo eletrônico de futebol que simula as famosas "peladas" de rua, que foi desenvolvido pela Pixel Storm e publicado pela Midas Interactive Entertainment com exclusividade para o PS1 em 2000.
No jogo, que foi batizado em homenagem ao ex-futebolista inglês Chris Kamara, era possível jogar com 25 seleções regionais, cada uma com cinco jogadores, em diferentes cidades, como Londres, Paris e Praga. Havia times femininos também.